# Just Before I Go
Just Before I Go (volně přeloženo Dřív, než odejdu) je americký hraný film z roku 2014, který režírovala Courteney Cox. Film popisuje muže, který chce skoncovat se svým životem. Snímek měl světovou premiéru na filmovém festivalu Tribeca 24. dubna 2014.

## Děj
Ted Morgan si připadá jako průměrný, bezvýznamný muž. Poté, co ho opustí manželka Penny, se rozhodne spáchat sebevraždu. Vrátí se z Los Angeles do rodného Kemptonu v Massachusetts, aby se před smrtí vypořádal s těmi, kdo jej v mládí odstrčili. Ubytuje se u svého staršího bratra Luckyho. Nejprve jde vynadat své učitelce, že jej ponižovala před spolužáky, ale najde ji v domově důchodců jako nevnímající stařenu. Seznámí se díky tomu s její vnučkou Gretou. Rawly Stansfield, který ho ve škole šikanoval, se mu omluví za své tehdejší chování. Má syna postiženého Downovým syndromem. Vickie, která se ho vždy zastávala, pracuje u pokladny v supermarketu. Tedův synovec Zeke je gay a bojí se to říct otci i spolužákům. Švagrová Kathleen nenávidí svého manžela. Ted vidí, že není ani zdaleka jediným člověkem, který má v životě problémy.

## Obsazení
| Seann William Scott | Ted Morgan       |
| Olivia Thirlbyová   | Greta            |
| Garret Dillahunt    | Lucky Morgan     |
| Kate Walsh          | Kathleen Morgan  |
| Kyle Gallner        | Zeke Morgan      |
| Rob Riggle          | Rawly Stansfield |
| Evan Ross           | Romeo Semple     |
| Cleo King           | Berta            |
| Elisha Cuthbert     | Penny Morgan     |
| Mackenzie Marsh     | Vickie           |
| Connie Stevensová   | Nancy Morgan     |
| Clancy Brown        | Tedův otec       |